# Джек-пот для Золушки
«Джек-пот для Золушки» — российский телесериал 2004 года.

## Сюжет
Главная героиня сериала — обычная девушка Наташа. Она живёт с бабушкой и работает в архиве за мизерную зарплату. Как то раз ей удаётся заработать 300 долларов, и она тратит их на покупку б/у ноутбука. При включении ноутбука начинает работать некая программа, которая предлагает хозяину исполнить три желания, при условии, что они связаны с материальной выгодой. При этом компьютер даёт совершенно точные инструкции о том, как воплотить в реальность желания. Сначала Наташа заказывает видеокамеру и неожиданно получает её, выиграв на уличной лотерее. Но то, что Наташа загадала дальше — отдельная квартира — приводит к последствиям: умирает бабушка.
Несмотря на это, Наташа идёт на выполнение третьего желания — получение миллиарда долларов. Здесь последовательность действий становится более сложной. Сначала Наташе необходимо раскрутиться и заработать оборотный капитал, используя его, заработать ещё большую сумму и так далее. Жизнь Наташи наполняется событиями — она встречается со своим бывшим одноклассником Лёней Усачёвым, знакомится с компьютерщиком Ярославцевым, вступает в столкновения с мафиозными структурами. Все действия Наташи приводят к новым и новым человеческим потерям. Меняется и характер девушки — она становится волевым и целеустремленным человеком. Наташа задумывается, стоит ли результат такой цены, но уже не может остановиться.

## В ролях
- Мария Голубкина — Наташа
- Алексей Кравченко — Лёня Усачёв
- Дмитрий Брусникин — Николай Ярославцев
- Михаил Жигалов — Михаил Кирсанов, разработчик
- Екатерина Вуличенко — Алина, коллега Наташи
- Никита Тарасов — Женя, муж Алины, работник музея и «Мира техники»
- Борис Химичев — Понизовский («Боб»)
- Лянка Грыу — Настя, сестра Лёни
- Владимир Волга — Гарик, соседский парень
- Тамара Сёмина — бабушка Наташи
- Александр Тютин — начальник Жени в «Мире техники»
- Олег Морозов — бухгалтер Наташи
- Ольга Прокофьева — мама Гарика
- Валерий Афанасьев — генерал, «отчим» Гарика
- Геннадий Матвеев — администратор казино
- Егор Баринов — следователь
- Владислав Дунаев — администратор ночного клуба
- Геннадий Христенко — агент по недвижимости
- Ольга Погодина — Рита, антиквар
- Александр Комиссаров — эксперт-антиквар
- Григорий Волков — Энди, дизайнер
- Александр Наумов — Михаил